# 帕什米纳山羊绒
帕什米纳指的是一种精细的羊绒羊毛和由它制成的纺织物的统称，这种纺织物起源于印度。该名字来源于“Pashmineh”，在波斯语中来自“Pashm”，意思是“羊毛” 。这种羊毛来自于一种叫做changthangi或者Pashmina的山羊，这种山羊是由Mir Sayyid Ali Hamadani首次在拉达克地区发现的，属于山羊的一种特殊品种，生活在印度、尼泊尔和巴基斯坦的喜马拉雅山脉地区。帕什米纳披肩则是指利用手工纺线，编织并且刺绣的一种纺织品，通常是在尼泊尔和克什米尔地区，并且由细山羊绒纤维制成。

## 引注
1. 1 2  Franck, Robert R. . Woodhead Publishing. October 2001: 142  [2008-07-08]. ISBN 1-85573-540-7. （原始内容存档于2017-03-24）.
2. 1 2  "Pashmina." The Oxford English Dictionary. 2nd ed. 1989.
3. ↑  Morse, Linda; Lidia Karabinech; Lina Perl; Colby Brin. . Sterling Publishing. October 2005: 12  [2008-07-08]. ISBN 1-931543-86-0. （原始内容存档于2020-02-06）.